# Tin-Tan
El Tin-Tan es una danza tradicional del Alto Aragón (España) y de muchos lugares de Occitania (Aquitania, el Bearn, etc.). Es una danza de diversión popular, que no se ha podido relacionar con ninguna festividad u ocasión religiosa. Del lado español de los Pirineos la danzan adultos, en Francia se considera baile de niños, que lo bailan a menudo sólo para jugar. Es una pieza elemental dentro de las danzas tradicionales, por lo que se emplea a menudo para enseñar a los que comienzan a aprender.

## Características
Una de las características más marcadas del tin-tan es su simplicidad, que se acompaña con un texto simple y que puede parecer que no tiene mucho sentido, pero que cumple, según los estudiosos, una función mnemotécnica en la introducción del baile:

Tin-tan, tira-me la garra
Tin-tan, tira-me-la tú
Tin-tan, si no me la tiras
Tin-tan, no seré pa tú.
Tin-tan, tira de mi pierna
Tin-tan, tíramela tú
Tin-tan, si no me tiras de ella
Tin-tan, no seré para ti.

En el baile, que se hace por parejas, los dos miembros de la pareja se colocan uno frente a otro y se dan las manos con los brazos extendidos hacia delante y hacia abajo, cruzados a la altura del codo. En esa posición comienzan a bailar, desplazándose de lado con pequeños saltos en línea recta, primero hacia la derecha y luego volviendo a la izquierda. Cuando llegan al lugar en el que han comenzado, cambian en baile un momento y levantan alternativamente las piernas por al lado de las de su compañero.
En el Alto Aragón se podido documentar el tin-tan, más que en ningún otro sitio, en los valles de Gistaín y La Comuna, donde todavía se baila, aunque también se conoce en muchos lugares de la comarca del Sobrarbe, aunque ya no se baile en ellos.